# 小牧原站 (桃花台新交通)
小牧原站（日语：／ Komakihara eki */?）是位于日本爱知县小牧市，为桃花台新交通株式会社运营的桃花台线的一个高架车站。本站与名古屋铁道运营的同名车站距离较近，之间只有200m的距离，可以出站换乘。

## 车站结构
小牧原站位于日本160号县道以东，共有2层，地面为车站大厅和车站出口，地上为二层为站台层，设有一个岛式站台两线，全站安装屏蔽门，车站无人值守但有闸机，另外车站未安装自动扶梯和电梯。

## 历史
- 1991年3月25日 - 启用
- 2006年10月1日 - 停用

## 车站图片

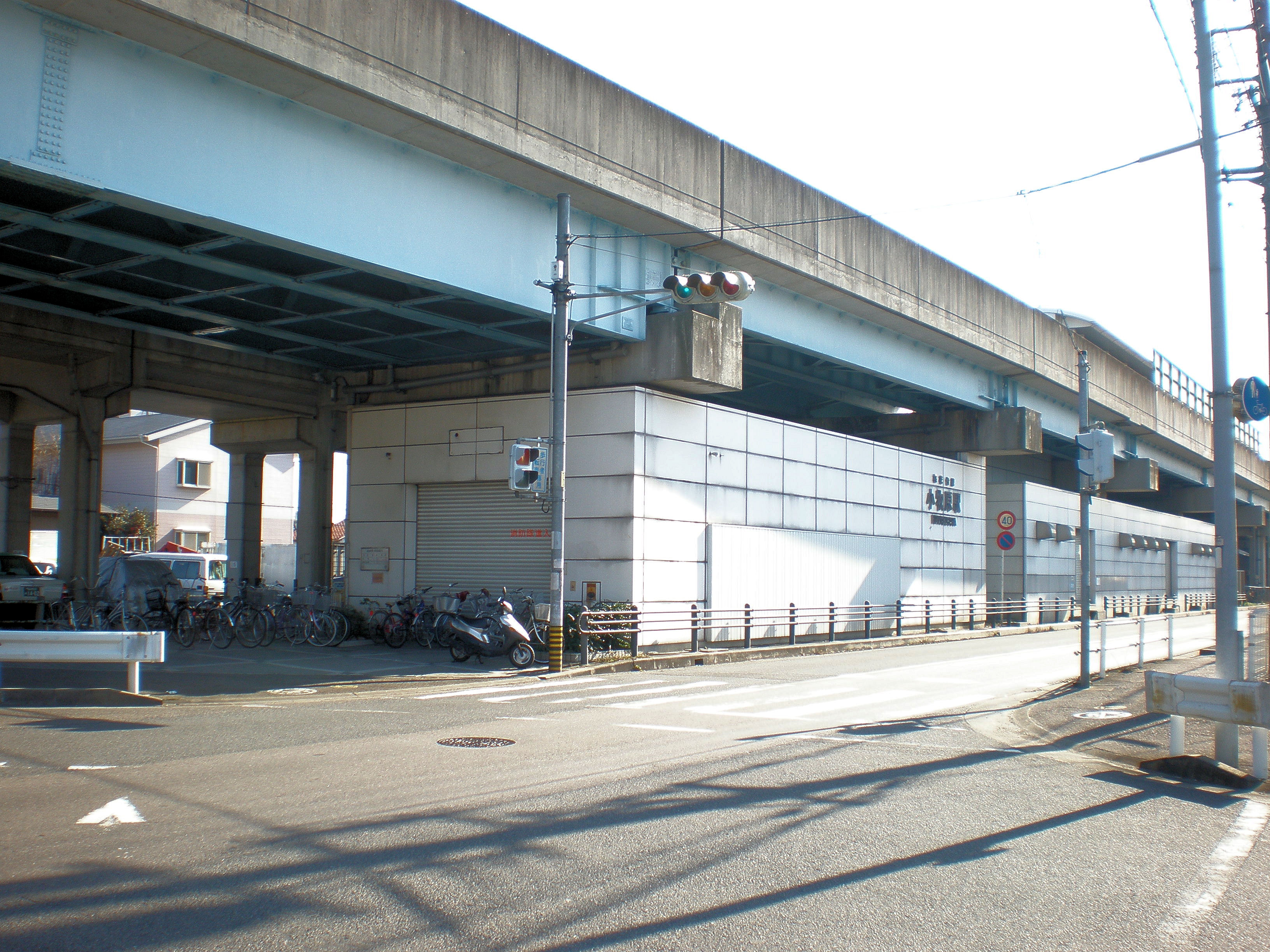
本站停用后